# Лена Райс
Лена Райс (англ. Lena Rice; 21 червня 1866 — 21 червня 1907) — колишня британська тенісистка.
Перемагала на турнірах Великого шолома в одиночному розряді.

## Фінали турнірів Великого шолома

### Одиночний розряд (1 перемога)
| Результат | Рік  | Турнір                    | Покриття | Суперниця             | Рахунок          |
| --------- | ---- | ------------------------- | -------- | --------------------- | ---------------- |
| Перемога  | 1890 | Вімблдонський турнір 1890 | Трава    | Бланш Бінґлі Гілл'ярд | Технічна поразка |